# حزب العدالة (المالديف)
حزب العدالة (بالديفهي: ޢަދާލަތު ޕާޓީ)‏ هو حزب سياسي في جزر المالديف.

## التاريخ
تم تسجيله كحزب سياسي في أغسطس 2005، عندما سُمح للأحزاب السياسية بالعمل لأول مرة بعد احتجاجات واسعة النطاق من أجل الديمقراطية.
ولكونه حزبا سياسيا إسلاميا، فإن الحزب يقف من أجل إقامة العدل في جميع مجالات الأمة ويتبع الإسلام المعتدل. تحاشى العناصر الإسلامية المتطرفة وكذلك العلمانيين في المالديف بسبب ميله الإسلامي المعتدل. ويعرف الحزب بعلمائه المسلمين الذين يسافرون إلى الجزر الريفية لنشر الوعي الإسلامي. ومنهم الشيخ إلياس حسين الخطيب الأكثر شعبية في جزر المالديف الذي يرأس مجلس العلماء.[بحاجة لمصدر][محل شك]
وقد نشط الحزب في الساحة السياسية وكان له دور فعال في جميع التغييرات الحكومية الأخيرة. جنبا إلى جنب مع الحزب الجمهوري لعب الحزب دورا محوريا في الانتخابات وتغير ميزان القوى إلى الجانب الذي دعمه الحزب خلال الجولة الثانية من الانتخابات الرئاسية الأخيرة. وكان أول رئيس للحزب الشيخ حسين رشيد أحمد. بعد فترة حكم الشيخ حسين رشيد أحمد، أصبح الشيخ عمران عبد الله ثاني رئيس للحزب. وقد كان الدكتور معروف حسين، وهو متخصص في مجال طب الأنف والأذن والحنجرة تدرب في الهند، نائباً لرئيس الحزب منذ البداية. منذ أيار / مايو 2015، بعد أن نظم الحزب مع الحزب الديمقراطي المالديفي المعارض الرئيسي مظاهرة تدعو إلى إنهاء الفساد الحكومي والإصلاح القضائي، سُجن الرئيس الحالي للحزب الشيخ عمران عبد الله دون محاكمة من قبل حكومة الرئيس اليميني عبد الله يمين بعد أن ألقى عبد الله كلمة تأييدًا للرئيس السابق محمد نشيد.
في 16 فبراير / شباط 2016، حُكم على الشيخ عمران بالسجن لمدة 12 سنة، وأدانته بتهمة الإرهاب بسبب الخطاب الذي ألقاه في احتجاج المعارضة الذي عُقد في 1 مايو 2015 والذي قالت الحكومة إنه سبَّب الخوف وعدم الثقة بين السكان المحليين، أدى إلى إصابات متعددة لضباط الشرطة والسكان المحليين وممتلكاتهم.

## وصلات خارجية
- المرأة أعلى المناصب
- Adhaalath الطرف الموقع (باللغة الإنجليزية)
- Adhaalath موقع الحزب (Dhivehi)